# Piet Wiedijkpark

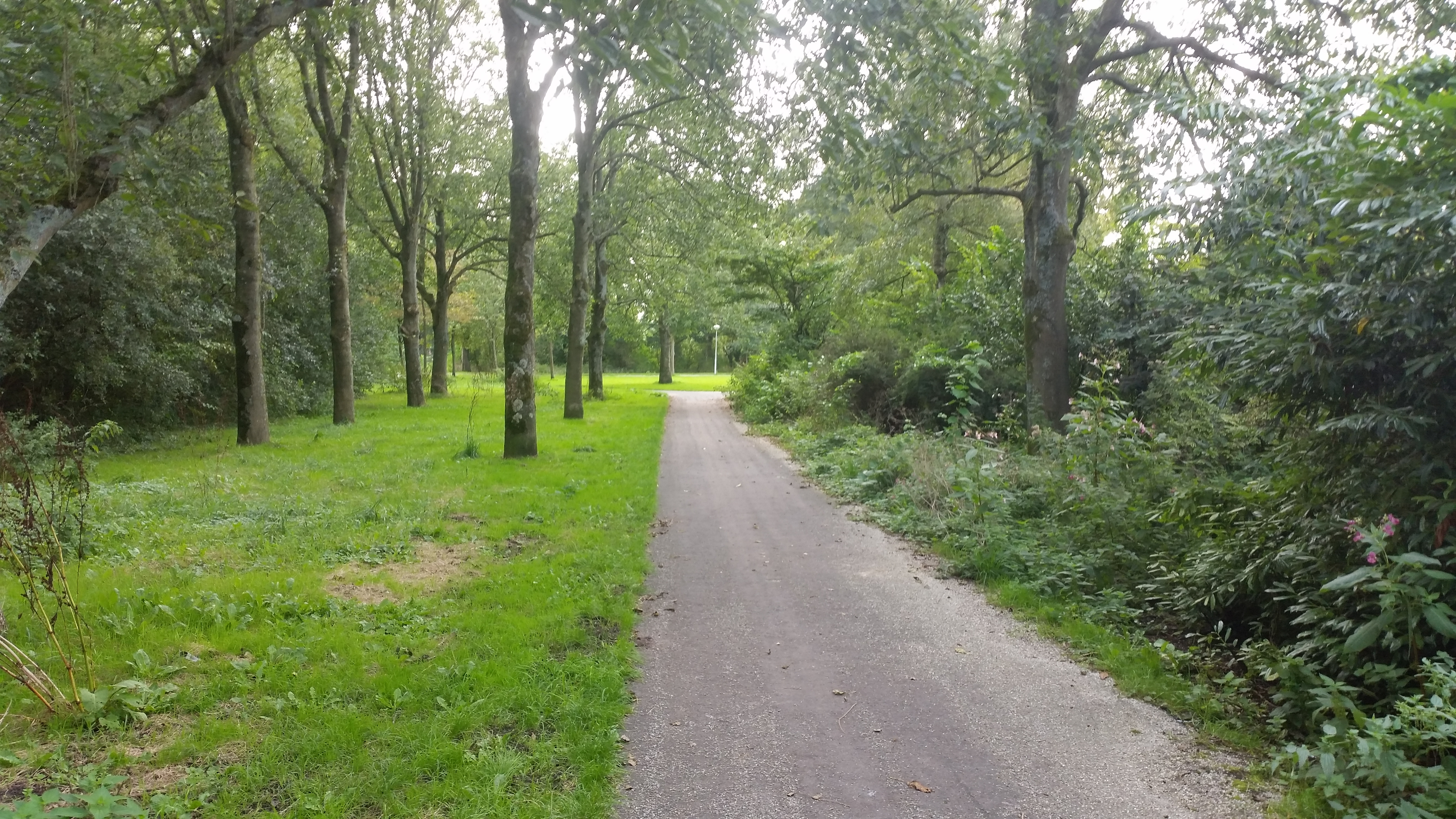
Vanaf de speelweide naar het zuiden gezien (september 2020)

Het Piet Wiedijkpark is een park in de Amsterdamse wijk Osdorp, Amsterdam Nieuw-West. 

## Geschiedenis en ligging
Het park is aangelegd in midden jaren zestig, als onderdeel van het Algemeen Uitbreidingsplan (AUP) van Amsterdam. Het is ecologisch en waterbouwkundig gezien een uitloper van het Sloterpark (ecologisch) en de Sloterplas (water). Er moest een uitgebreid drainagesysteem aangelegd worden om de grond droog te houden.
Het park wordt aan de westzijde begrensd door haar naamgever, de Piet Wiedijkstraat. Straat en park zijn genoemd naar de apotheker en publicist Piet Wiedijk († 1938), die onder het pseudoniem J. Saks de eerste biografie van Multatuli schreef. Aan de noordzijde staan de flats van de S.F. van Osstraat en ligt het talud van de Cornelis Lelylaan. De gehele oostkant wordt in beslag genomen door de Christoffel Plantijngracht. In het zuiden loopt het park tot aan het water van de Slotervaart. Het park wordt vanaf inrichting van oost naar west doorsneden door de Pieter Calandlaan.
Het park is al diverse malen afhankelijk van de behoeften opnieuw ingericht. Zo werd er in de periode 1972/1973 een pierenbad aangelegd. Het heeft het model van de pierenbadjes van Aldo van Eyck, die met zijn speelplaatsen werkte voor de Dienst der Publieke Werken. De vijver kent de voor hem karakteristieke springstenen (in een boogsegment; later afgedekt tegen valwonden), die springstenen zijn ook buiten het badje terug te vinden. Normaliter worden zijn pierenbadjes vergezeld door door hem ontworpen speeltoestellen maar die ontbreken hier.
Het noordelijkste deel van het park (ten noorden van de Pieter Calandlaan) is eindjaren negentig door vrijwilligers ingericht als Natuurtuin de Wiedijk. Voor de aanleg sneuvelde een aantal bomen, terwijl er ook nieuwe soorten werden geplant. Tevens is hier het Ecologisch milieu Educatie Centrum Osdorp (EECO) gevestigd. In de natuurtuin en het centrum wordt onder meer natuur- en milieueducatie gegeven aan leerlingen van basisscholen.
In het midden van de jaren nul van de 21e eeuw moesten er opnieuw aanpassingen komen. Ter compensatie van verstening elders in de wijk, Meer en Vaart, moest hier plaatsgemaakt worden voor een vijver en watergang. Die watergang doorsnijdt het park en zo moest er een voetgangersbruggetje komen.
Het park is op afstand te bereiken met de tramlijnen 1 en 17, halte Meer en Vaart.

## Artistieke kunstwerken
In het park is plaats ingeruimd voor een aantal kunstwerken, artistiek en bouwkundig. Voor de kinderen is er hen eerder genoemd pierenbadje. In het nabijgelegen perkje staan twee grof betonnen speeldieren van Josje Smit. In dezelfde uitvoering staat er ook een aantal stoeltjes. In het zuiden van het park staat Het gevecht van Paul van Crimpen. In december 2022 werd dit beeld ernstig beschadigd.  Inmiddels is het beeld met behulp van Kunstwacht weer hersteld. In de aangelegde vijver staat een drietal kleurige staanders voor zonnepanelen, ontwerper onbekend.

## Bouwkundige kunstwerken
Over de Christoffelplantijngracht liggen drie bruggen ontworpen door Dick Slebos, die weliswaar architectonisch hogelijk gewaardeerd worden (orde 1 en 2), maar nog niet zoals de Piet Römerbrug tot gemeentelijk monument zijn verklaard:
- Brug 716
- Brug 721
- Piet Bakkerbrug (Brug 715) in de Pieter Calandlaan.

In de Cornelis Lelylaan ligt dan nog brug 719 van architect Dirk Sterenberg in zijn reeks bouwwerken in de Cornelis Lelylaan.  

### Brug 2390
Brug 2390 is een voetbrug in het park. Deze brug werd rond 2006 over een afwateringssloot gelegd, die de verbinding verzorgt tussen vijver en gracht. De brug is geheel van hout (leuningen, overspanning en loopdek). Het bruggetje is tien meter lang (zes meter overspanning) en 1,5 meter breed.

## Afbeeldingen

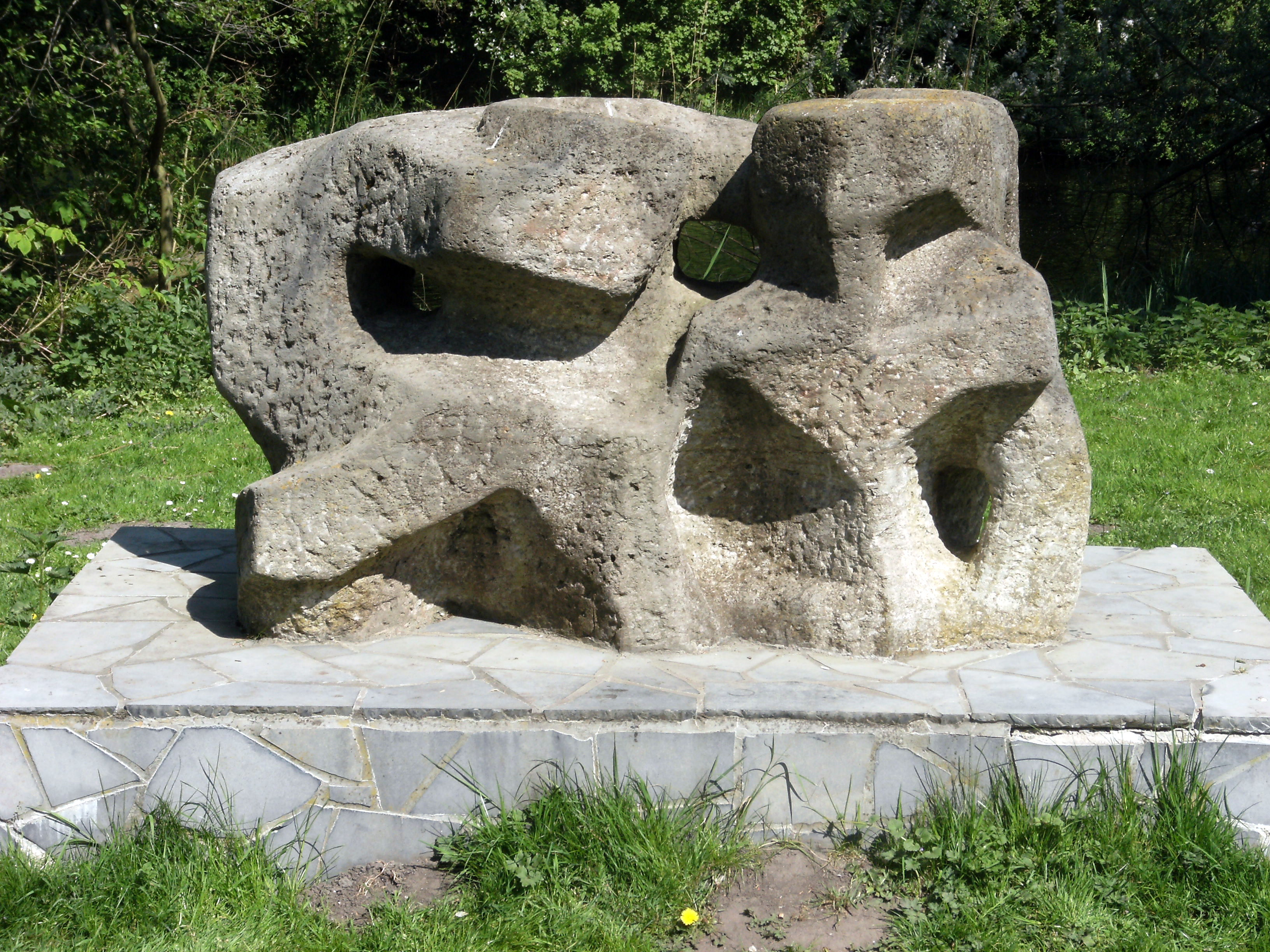
'Het gevecht' van Paul van Crimpen uit 1969 (2011)
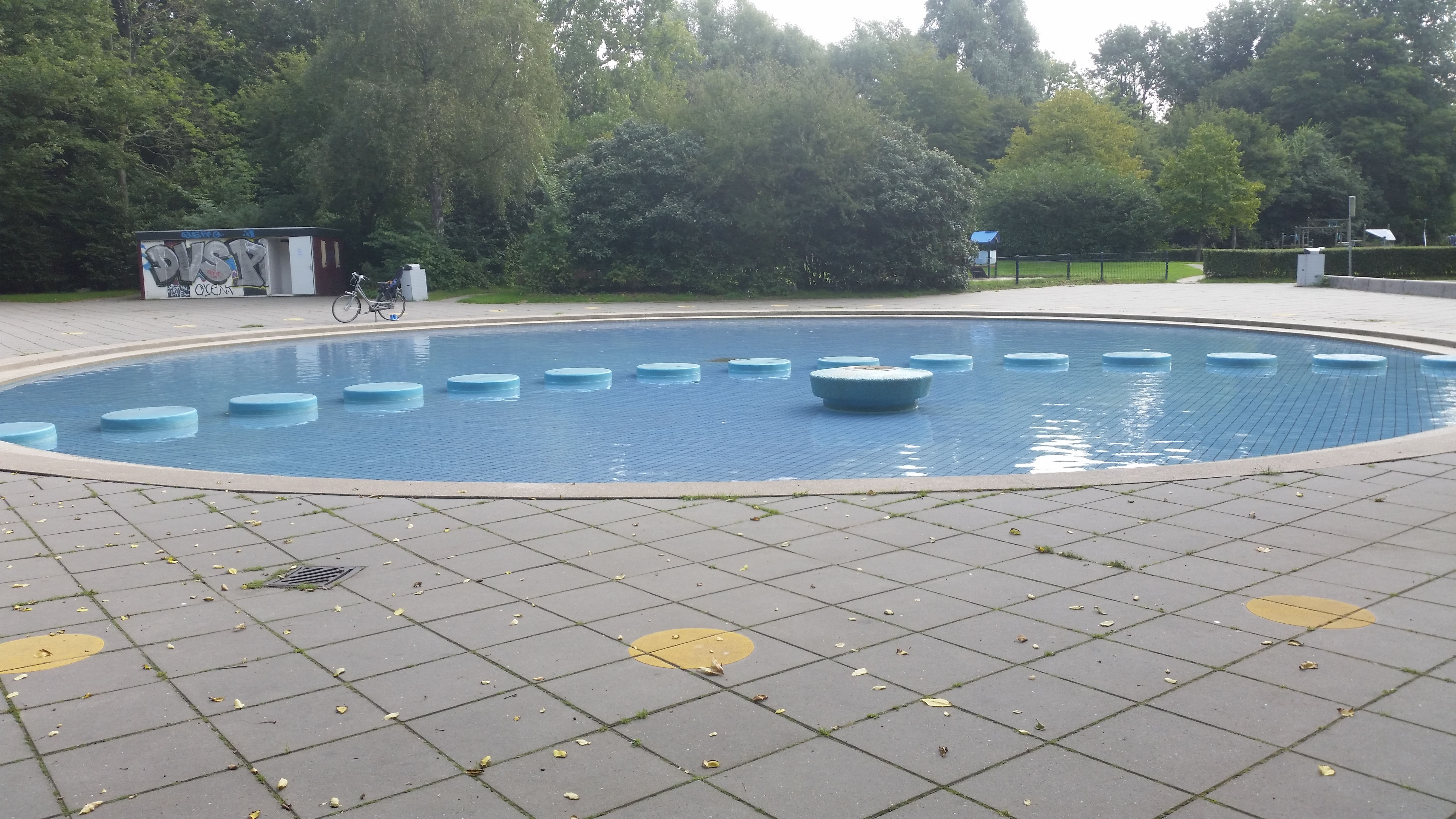
Pierenbad van Van Eyck (september 2020)
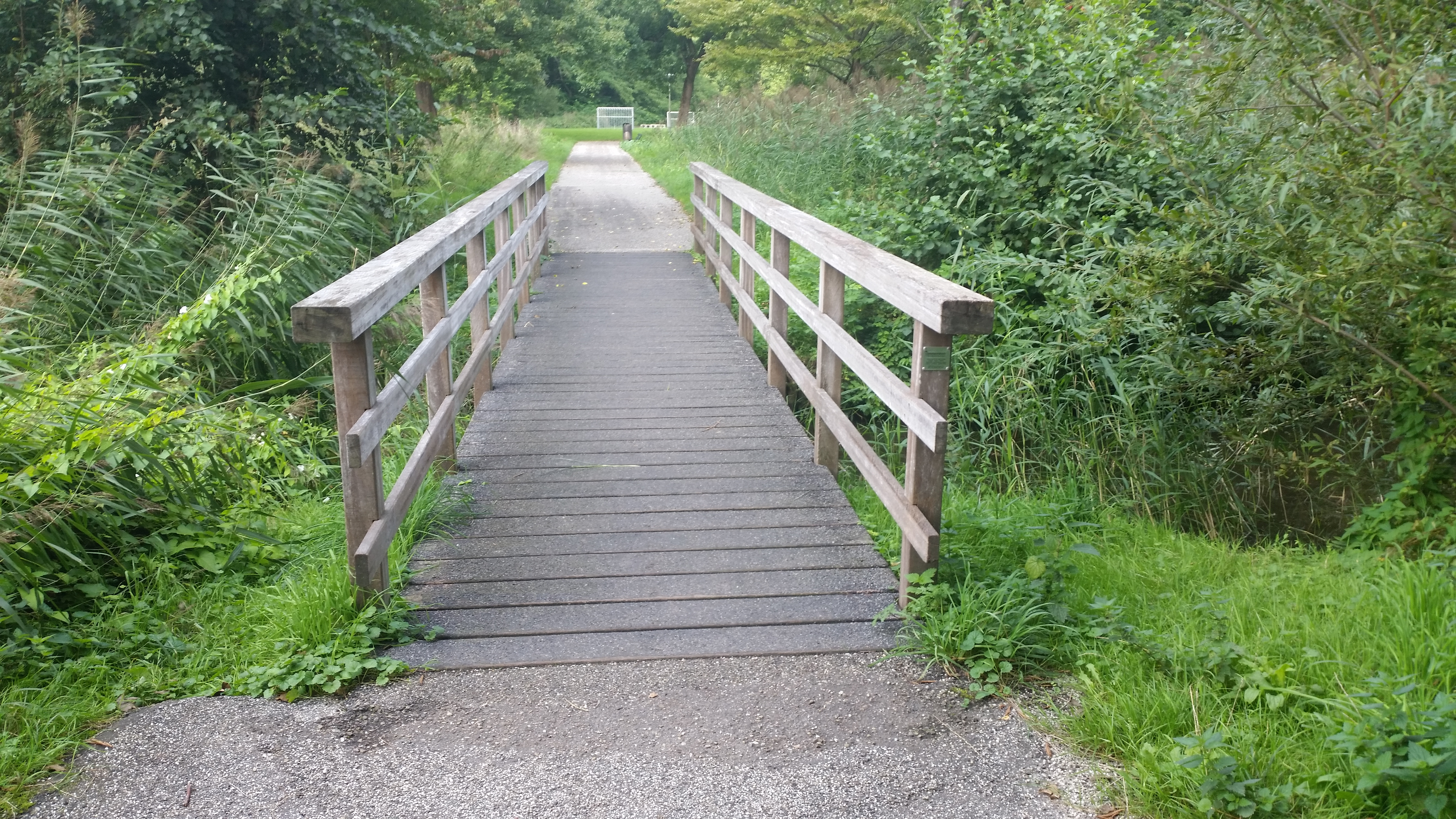
Brug 2390 (september 2020)
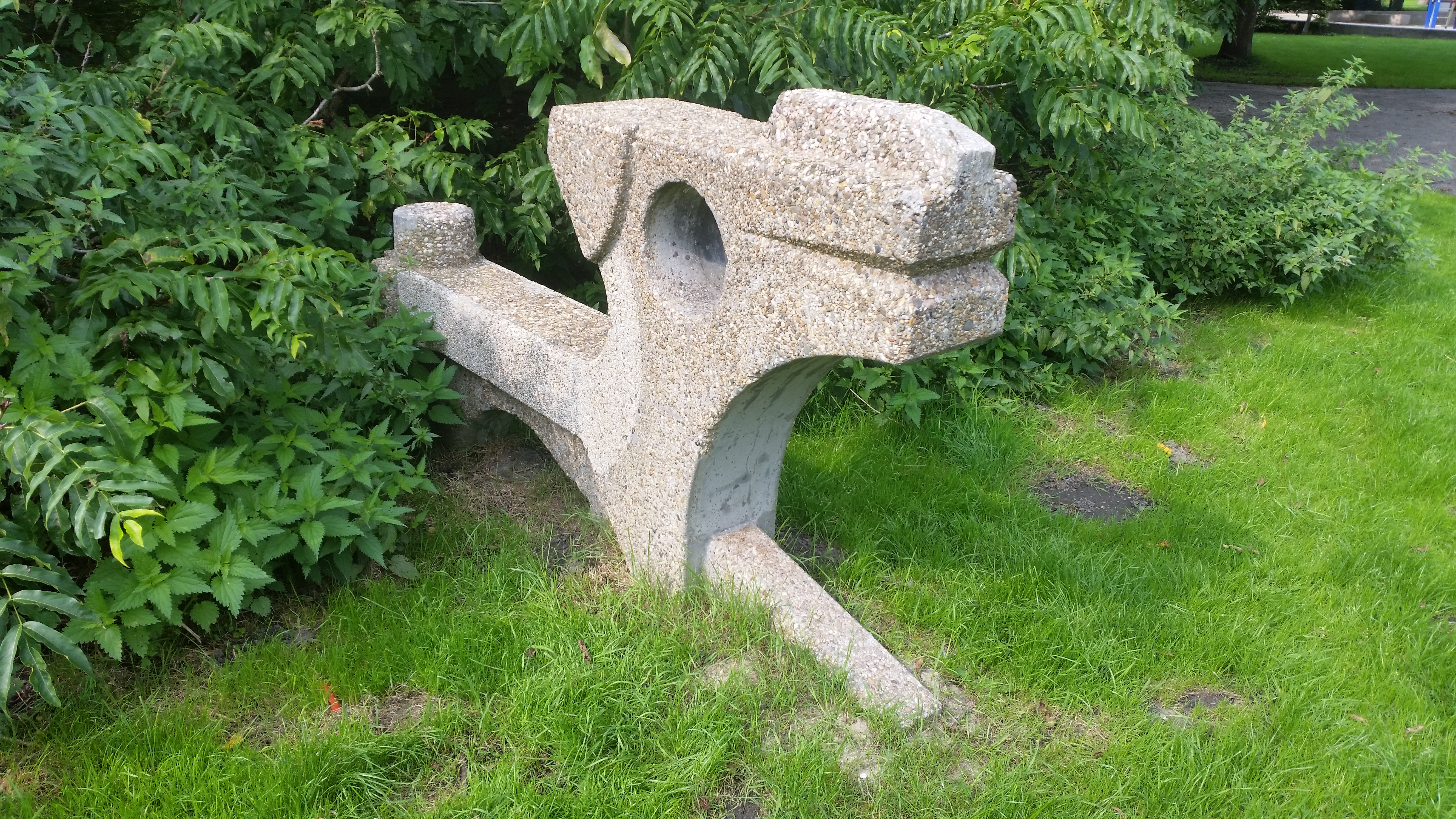
Hond van Josje Smit (september 2020)
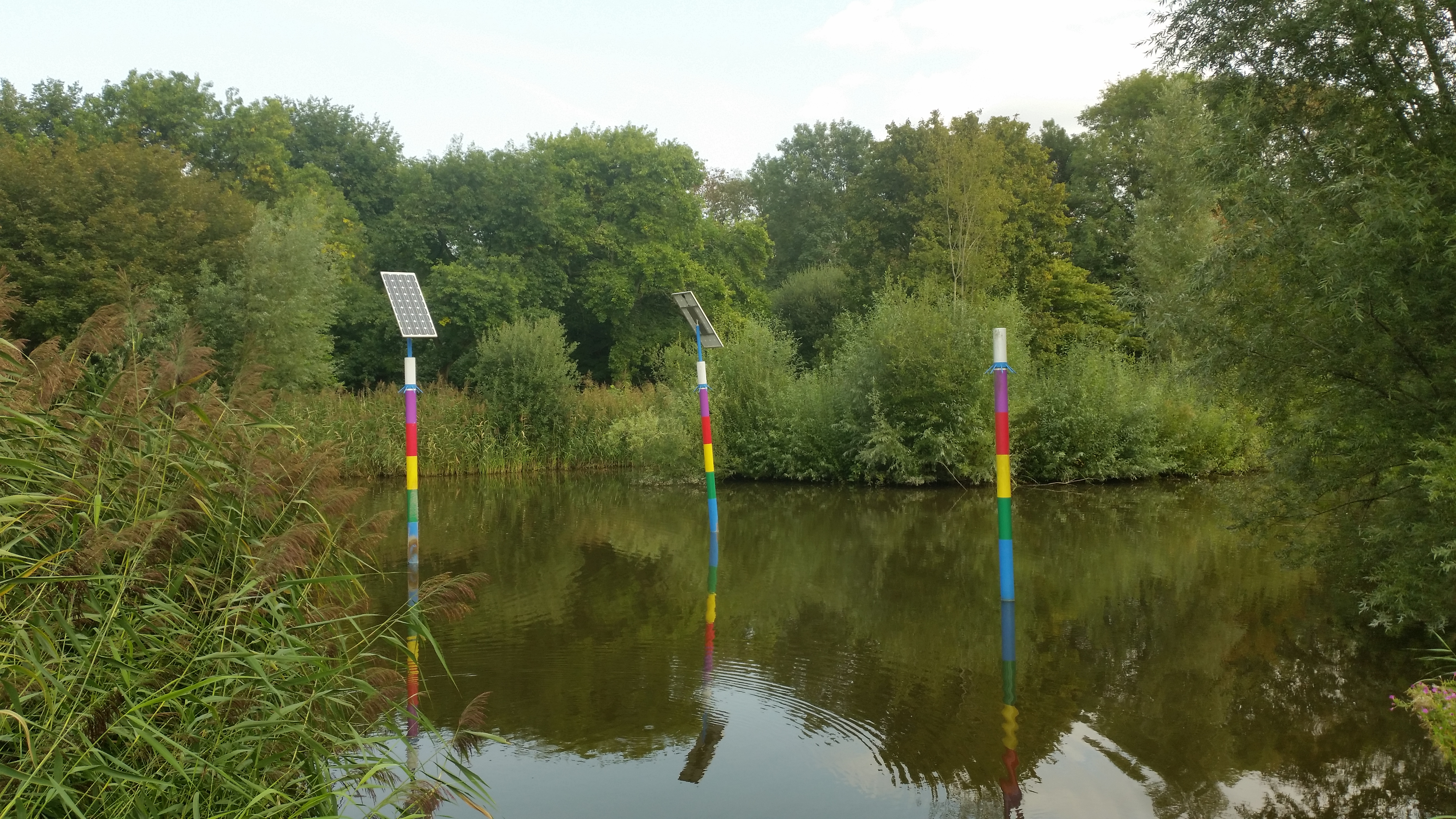
Zonnepanelen in vijver (september 2020)

1. ↑  Standbeeld-het-gevecht-in-piet-wiedijkpark-opgeblazen www.at5.nl